# Ричолек
Ричолек (пол. Ryczołek) — село в Польщі, у гміні Калушин Мінського повіту Мазовецького воєводства.
Населення — 119 осіб (2011).
У 1975-1998 роках село належало до Седлецького воєводства.

## Демографія
Демографічна структура станом на 31 березня 2011 року:
|          | Загалом | Допрацездатний вік | Працездатний вік | Постпрацездатний вік |
| -------- | ------- | ------------------ | ---------------- | -------------------- |
| Чоловіки | 60      | 14                 | 35               | 11                   |
| Жінки    | 59      | 11                 | 33               | 15                   |
| Разом    | 119     | 25                 | 68               | 26                   |